# Carl Wark

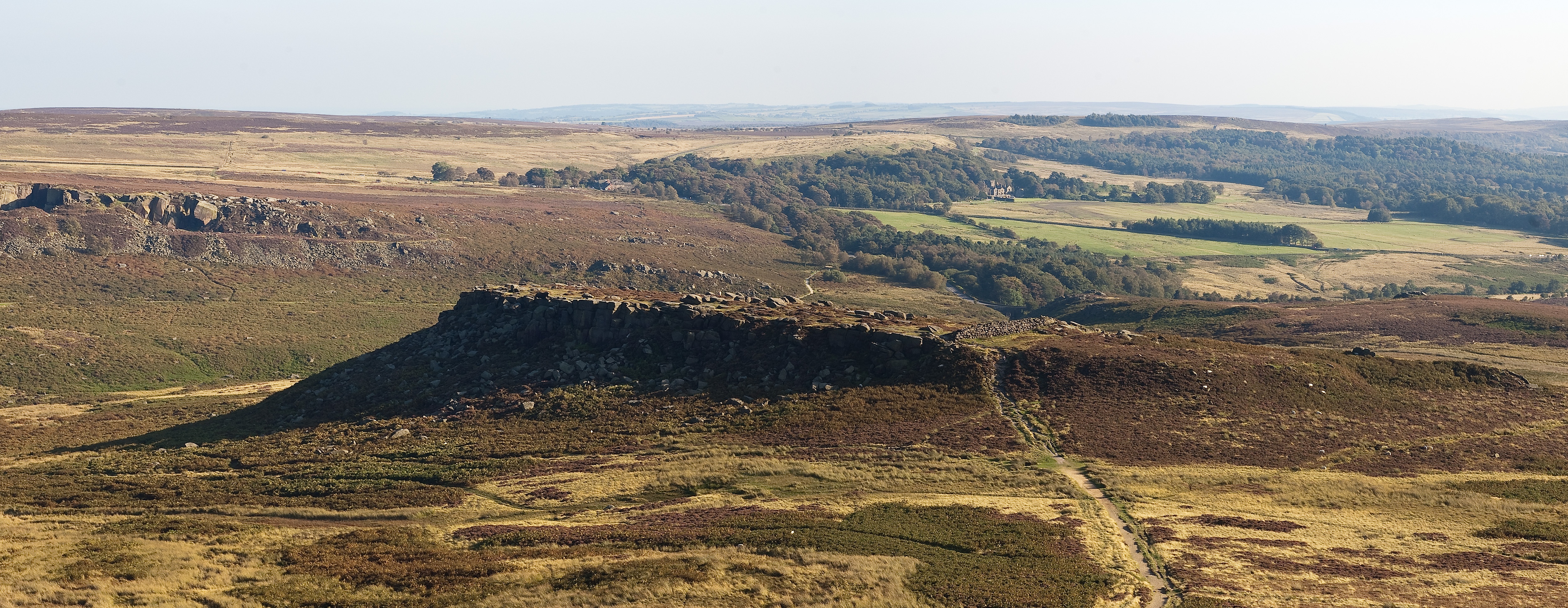
Carl Wark vom nördlich gelegenen Gipel des Higger Tor gesehen

Carl Wark (auch Carl’s Wark) ist ein Hillfort (Wallburg) auf einem felsigen Vorgebirge aus Sandstein, am Hathersage Moor, etwa 3,0 km östlich von Hathersage im Peak District, an der Grenze von Sheffield, in South Yorkshire in England.
Das Hillfort ist ein Aufschluss, der auf drei Seiten von senkrechten Klippen umgeben, die vierte Seite wird durch einen prähistorischen Wall gebildet. Die Einfriedung wurde als eisenzeitlich gedeutet, obwohl das Datum und der Zweck der Befestigung unbekannt sind.
Das Südost-Nordwest orientierte Vorgebirge ist etwa 230 Meter lang und 60 Meter breit. Es fällt sanft nach Westen ab; Auf dem Gipfel liegt eine etwa 180 Meter lange und 60 Meter breite Fläche von 0,7 Hektar. Die östliche und nordöstliche Seite werden von senkrechten Klippen von bis zu 10 Metern Höhe gebildet. Der südliche Rand besteht aus großen erdfesten Felsblöcken, die mit losen Blöcken eine 2 bis 2,5 Meter hohe Mauer bilden. Ein etwa 40 Meter langer, an der Basis 8,0 Meter breiter und 3,0 Meter hoher Wall am westlichen Ende des Vorgebirges vervollständigt die Anlage. Der Wall besteht aus einem Erdwall, der an der Außenseite mit zyklopischen Sandsteinblöcken verkleidet ist. In der Südwand, etwa 10 Meter vom Westwall entfernt, befindet sich ein 2,0 Meter breiter, gekrümmter Zugang durch die Felswand mit beidseitig 2,5 m hohen Mauern.
Am Südende des Walls befinden sich Reste einer Schutzhütte, die irgendwann aus Steinen des Walles gebaut wurde. Am östlichen Ende des Vorgebirges gibt es um den Fuß der Klippe Hinweise auf eine Mühlsteinproduktion, die wahrscheinlich im 16. oder 17. Jahrhundert erfolgte.

## Bilder

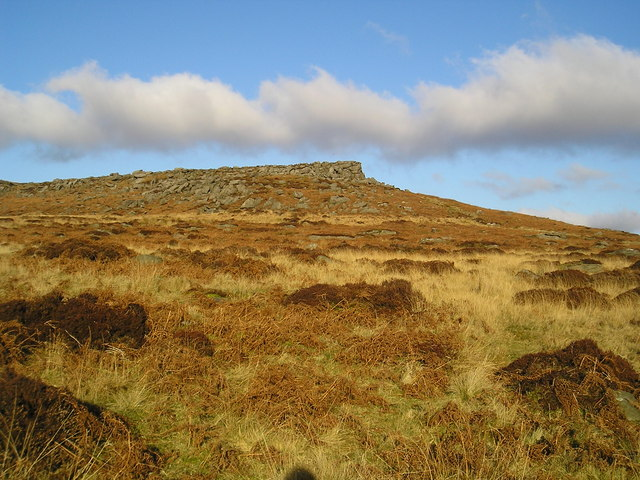
Von Süden
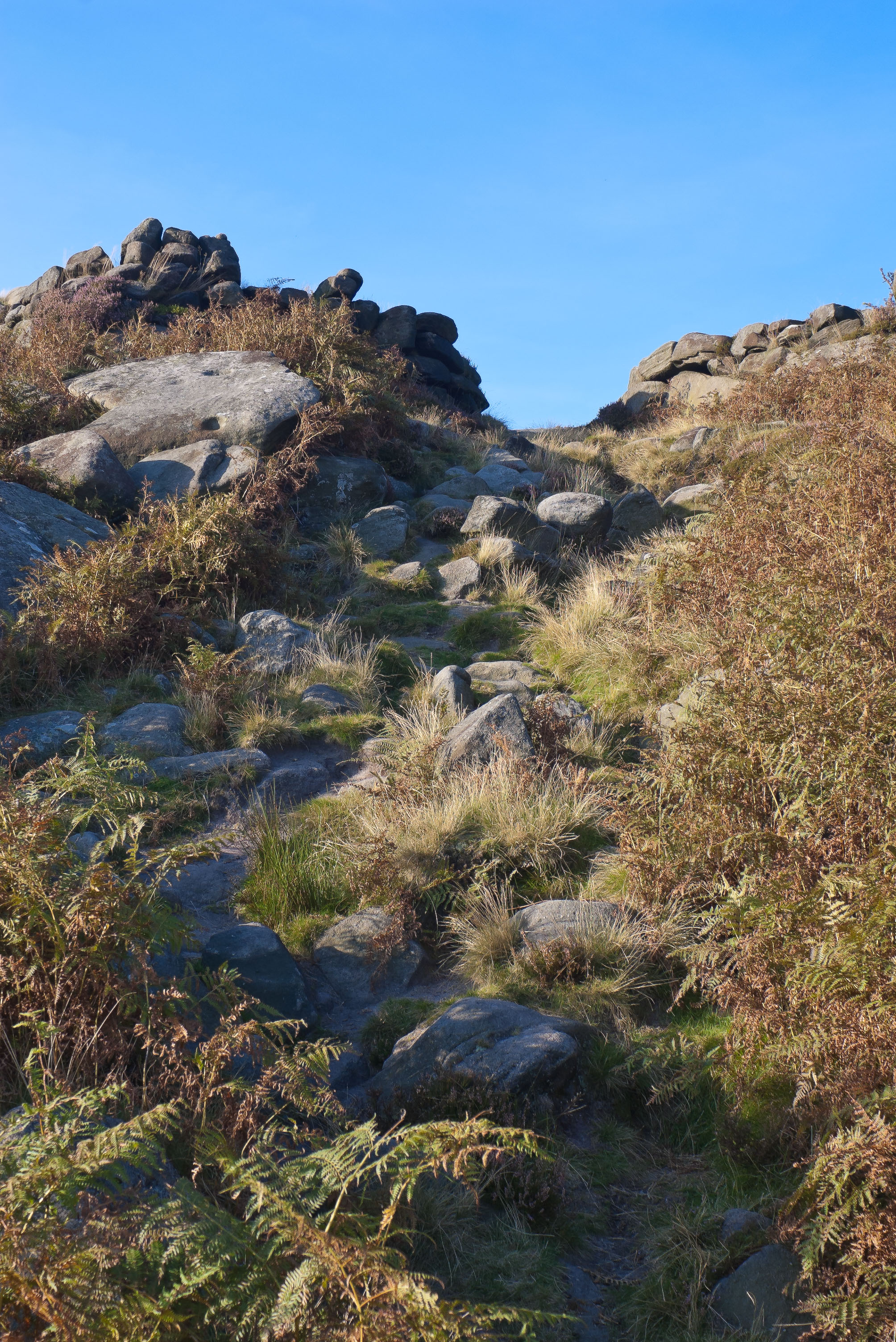
Zugang
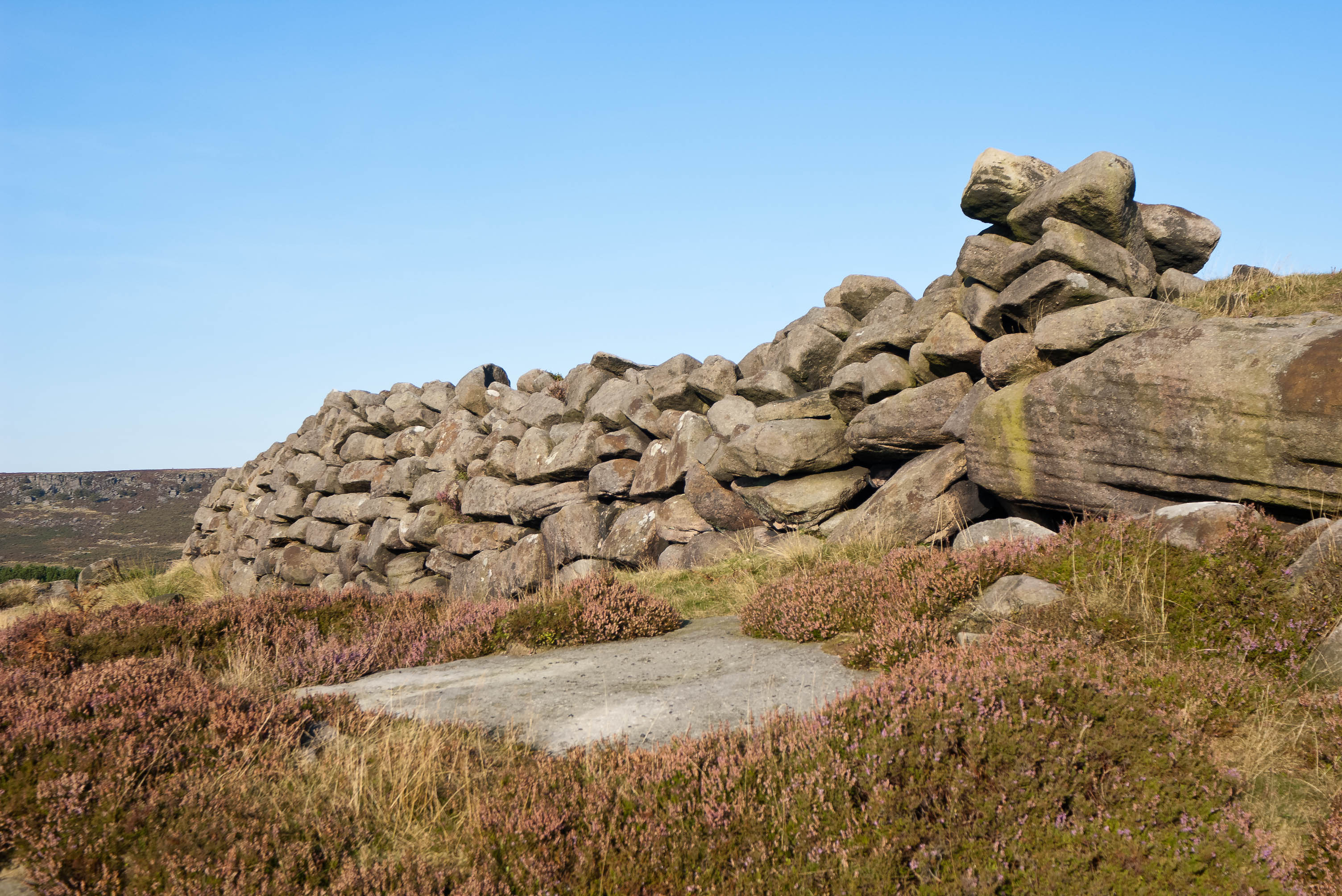
Die Zyklopenmauer
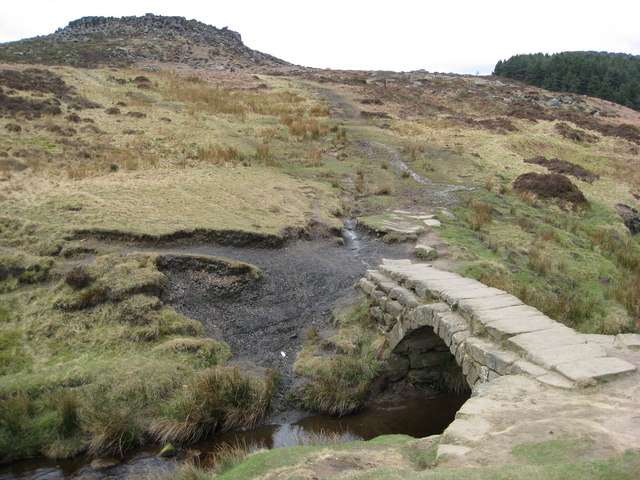
Brücke am Packtierpfad

Obwohl vermutet wird, dass diese Stätte aus der Eisenzeit stammt, befindet sie sich in einem Gebiet, das reich an bronzezeitlichen Überresten ist, einschließlich Cairns, Ring Cairns und Feldsystemen. Es könnte durchaus sein, dass Carl Wark, das baulich nicht zu den erkannten eisenzeitlichen Hillforts passt, bereits während der Jungsteinzeit errichtet wurde.
Eine Sichtlinie besteht zwischen Carl Wark und dem etwa 13,4 km westlich gelegenen Hillfort von Mam Tor.
Die Herkunft des Namens Carl Wark ist ungewiss. Rooke verwendete in seiner Beschreibung von 1785 den Namen "Cair's Work", während Bateman "Carleswark" verwendete. Der Sheffield-Historiker S.O. Addy, der 1893 schrieb, behauptete, dass der Name altnordisch sei und "Fort des alten Mannes" bedeutet, wobei der "alte Mann" auf den Teufel und auf das 9. bis 10. Jahrhundert verweist. Die Derbyshire-Ausgabe von The Beauties of England and Wales aus dem Jahr 1802 bezieht sich auf einen Felsen an der Stätte mit dem Namen "Cair's Chair", der das walisische Wort "Caer" für Fort oder Wall als möglichen Ursprung vorschlägt – Cair ist eine alte Schreibweise.